# اچ‌ام‌اس ال۳۳
اچ‌ام‌اس ال۳۳ (به انگلیسی: HMS L33) یک زیردریایی بود که طول آن ۲۲۸ فوت (۶۹ متر) بود. این زیردریایی در سال ۱۹۱۹ ساخته شد.